# Milan Náhlik
Milan Náhlik (* 15. srpna 1976) je slovenský policista a politik, známý zejména jako kandidát v prezidentských volbách na Slovensku v roce 2024.

## Život
Podle některých zdrojů se narodil v Trnavě, podle jiných v Bratislavě. V mládí vystudoval Univerzitu Konstantina Filozofa v Nitře. V roce 1998 začal pracovat jako policista, kde se postupně vypracoval na příslušníka kriminální policie.
K roku 2024 žil v Dúbrave. Je ženatý a má tři děti.

### Politické působení
V roce 2014 neúspěšně kandidoval na funkci starosty bratislavské městské části Rača a v roce 2018 na funkci poslance Devínské Nové Vsi. V parlamentních volbách v roce 2020 kandidoval do NR SR na kandidátní listině subjektu HLAS ĽUDU, ale nebyl zvolen, protože uskupení získalo jen 0,06 % hlasů. Sám Náhlík získal 184 preferenčních hlasů. 

#### Prezidentské volby 2024
Před prezidentskými volbami na Slovensku se rozhodl v nich sám kandidovat. Podpisy sbíral celkem rok tak, aby stihl potřebných 15 tisíc podpisů (dle svých slov "s odřenýma ušima") odevzdat v lednu 2024. Zaregistrován byl oficiálně 31. ledna 2024. Náhlik sám uvedl, že již možnost vůbec kandidovat v těchto volbách považuje za velký úspěch. Jeho manželka pro TV Markíza uvedla, že si kandidaturou Náhlík plní svůj sen. Náhlik uvedl, že na kampaň vyčlenil finanční prostředky ve výši 500 euro.
V samotných volbách získal Náhlik 3 111 hlasů (tj. 0,13 %) a mezi kandidáty tak skončil na posledním 9. místě (za ním skončili ještě Andrej Danko a Róbert Švec, kteří ale z kandidatury odstoupili v době, kdy voliči dostávali do schránek volební lístky).

## Politické názory
Je odpůrcem globalismu, NATO i EU. Ruského prezidenta Vladimira Putina označil za svůj politický vzor a ruskou invazi na Ukrajinu označil jako vyprovokovanou Ukrajinou s tím, že Rusko pouze přišlo na pomoc rusky hovořícím obyvatelům země. Sám se označuje za konzervativce a podporovatele přímé demokracie.